# Арканзас
Арканзас (енгл. Arkansas), држава је САД, која се налази у њеном јужном делу. Главни град је Литл Рок.
Рељеф је разнолик и варира од планинских региона Озарк и Оуачита, преко густо пошумљене територије на југу, до источних низија дуж реке Мисисипи и делте Арканзаса.
Арканзас је са површином од 137.732 km² 29. највећа држава, а са а 2.949.131 становника (процена из 2012) је 32. најнасељенија држава.
Највећи град је престоница Литл Рок, који се налази у централном делу државе и представља саобраћајни, пословни, културни и административни центар. Северозападни део државе, укључујући урбану област Фајетвил-Спрингдејл-Роџерс и урбану област Форт Смит, је такође важан демографски, образовни и привредни центар. Највећи град у источном делу је Џоунсборо.
Територија Арканзас је примљена у Сједињене Државе као 25. држава, 15. јуна 1836. Арканзас се повукао из Сједињених Држава и ступио у Конфедеративне Америчке Државе током Грађанског рата. По повратку у Сједињене Државе, Арканзас је економски трпео због ранијег ослањања на робовску радну снагу и планташку пољопривреду, тако да је економски и друштвено заостајао за другим деловима САД. Белачки интереси су наставили да доминирају у политичком животу Арканзаса све до појаве покрета за грађанска права средином 20. века. Арканзас је почео да диверсификује своју привреду након Другог светског рата, и она се сада ослања на услужну привреду, као и на разне нове гране производње, поред традиционалне производње памука и пиринча.

## Демографија
| 1900.     | 1910.     | 1920.     | 1930.     | 1940.     | 1950.     | 1960.     | 1970.     | 1980.     | 1990.     | 2000.     | 2010.     |
| --------- | --------- | --------- | --------- | --------- | --------- | --------- | --------- | --------- | --------- | --------- | --------- |
| 1.311.564 | 1.574.449 | 1.752.204 | 1.854.482 | 1.949.387 | 1.909.511 | 1.786.272 | 1.923.295 | 2.286.435 | 2.350.725 | 2.673.400 | 2.915.918 |

## Административна подела
Арканзас се састоји од 75 округа: 
| - Округ Јел - Округ Јунион - Округ Њутон - Округ Џексон - Округ Џеферсон - Округ Џонсон - Округ Арканзас - Округ Бакстер - Округ Бентон - Округ Бредли - Округ Бун - Округ Ван Бјурен - Округ Вашингтон - Округ Вајт - Округ Вошито | - Округ Вудраф - Округ Гарланд - Округ Грант - Округ Грин - Округ Далас - Округ Дешеј - Округ Дру - Округ Ешли - Округ Изард - Округ Индепенденс - Округ Калхун - Округ Керол - Округ Кларк - Округ Клеберн - Округ Клеј | - Округ Кливленд - Округ Коламбија - Округ Конвеј - Округ Крејгхед - Округ Критенден - Округ Крос - Округ Крофорд - Округ Лафајет - Округ Ли - Округ Линколн - Округ Литл Ривер - Округ Логан - Округ Лонок - Округ Лоренс - Округ Медисон | - Округ Марион - Округ Милер - Округ Мисисипи - Округ Монро - Округ Монтгомери - Округ Невада - Округ Пуласки - Округ Пајк - Округ Пери - Округ Полк - Округ Поуп - Округ Појнсет - Округ Прери - Округ Рандолф - Округ Салин | - Округ Себашчан - Округ Севир - Округ Сент Франсис - Округ Серси - Округ Скот - Округ Стоун - Округ Филипс - Округ Фокнер - Округ Френклин - Округ Фултон - Округ Хауард - Округ Хемпстед - Округ Хот Спринг - Округ Шарп - Округ Шико |